# Медвежинка
Медвежинка — река в Удмуртии, правый приток Шехостанки.
Длина реки — 11 км. Протекает на юго-востоке республики по слабозаселённой местности Киясовского района. Исток в 3 км к северо-востоку от села Киясово. Общее направление течения — юго-восточно-восточное. Сток зарегулирован, в низовьях русло канализовано. Впадает в Шехостанку в 20 км от устья по правому берегу.
В верховьях реку пересекает автодорога Киясово — Сарапул. Село Киясово частично находится в бассейне реки, других населённых пунктов в бассейне нет. В низовьях находится урочище Медвежье — остатки бывшего села Медвежьего.

## Данные водного реестра
По данным государственного водного реестра России относится к Камскому бассейновому округу, водохозяйственный участок реки — Иж от истока и до устья, речной подбассейн реки — бассейны притоков Камы до впадения Белой. Речной бассейн реки — Кама.
Код водного объекта в государственном водном реестре — 10010101212111100027521.